# Поріг розрізнення
У галузі експериментальної психології, орієнтованої на відчуття і сприйняття, що називається психофізикою, поріг розрізнення — це кількісна характеристика чогось, яку треба змінити, щоб різниця стала помітною та була сприйманою хоча б половину часу (абсолютний поріг). Це значення також відоме як поріг різниці, або найменша відчутна різниця.
Для багатьох сенсорних модальностей, в широкому діапазоні значень стимулів, достатньо віддалених від верхньої та нижньої меж сприйняття, ПР є фіксованою часткою еталонного сенсорного рівня (ЕСР), і тому відношення ПР/ЕСР є приблизно постійним (тобто ПР є постійною пропорцією/відсотком від ЕСР). Якщо виражати у фізичних одиницях:
{\displaystyle {\frac {\Delta I}{I}}=k,}
де {\displaystyle I\!} — початкова інтенсивність конкретної стимуляції, {\displaystyle \Delta I\!} є доповненням до нього, необхідним для сприйняття змін (ПР), і k — константа. Це правило було вперше відкрито Ернстом Генріхом Вебером, анатомом і фізіологом, в експериментах на порогах сприйняття піднятих ваг. Теоретичне обґрунтування (не загальноприйняте) було згодом надане Густавом Фехнером, тому правило відомо або як закон Вебера, або як Закон Вебера — Фехнера; константа k називається константою Вебера. Це справедливо, принаймні до певної міри, для багатьох, але не всіх сенсорних вимірів, наприклад, яскравості світла, інтенсивності та висоти звуку. Однак це не так для довжини хвилі світла. Стенлі Сміт Стівенс стверджував, що для неї це буде дійсне тільки у протетичнимому сенсорному континуумі, де зміна вхідних даних приймає форму збільшення інтенсивності або чогось очевидно аналогічного; це не стосується метатетичного континууму, де зміна вхідного сигналу призводить до якісної, а не кількісної зміни сприйняття. Стівенс розробив свій власний закон, названий на його честь, який зводить стимул до постійного ступеня та, як і у Вебера, також множить його на постійний множник, щоб досягти стимулу, який сприймається.
ПР статистична величина, а не цілком кількісна: від одного випробування до іншого, різниця в тому, що дана особа помічає, буде дещо змінюватися, і тому для визначення порогу необхідно провести багато випробувань. ПР, яка зазвичай повідомляється, є різницею, яку особа помічає на кожному другому випробуванні. Якщо застосовується інша пропорція, це повинно бути зазначене в описі — наприклад, може бути встановлене значення у «75% ПР».
Сучасні підходи до психофізики, наприклад, теорія виявлення сигналу, означають, що спостережуваний ПР, навіть у цьому статистичному сенсі, не є абсолютною величиною, а залежатиме від ситуативних і мотиваційних, а також від перцептивних факторів. Наприклад, коли дослідник блимає дуже тьмяним світлом, учасник може повідомити, що бачить його лише на деяких випробуваннях.
Формула ПР має об'єктивну інтерпретацію, як невідповідність між рівнями представленого стимулу, що виявляється у 50 % випадків за допомогою конкретної спостережуваної відповіді, а не того, що суб'єктивно «помітили» або як різницю у величинах свідомо випробуваних «відчуттів». Ця помітна невідповідність у 50 % може бути використана як універсальна одиниця вимірювання психологічної відстані рівня ознаки об'єкта або ситуації та внутрішнього стандарту порівняння в пам'яті такого як, наприклад, «шаблон» для категорії або як «норма» розрізнення. Відстані від норми масштабовані з коефіцієтном ПР можуть бути отримані як поєднання спостережуваних та виведених психофізичних функцій для діагностики серед гіпотетичних інформаційно-трансформуючих (психічних) процесів, що опосередковують спостережувані кількісні судження.

## Застосування у створенні музики
У створенні музики, одна зміна властивості звуку, що знаходиться нижче ПР, не впливає на сприйняття звуку. Для амплітуди, ПР для людини становить близько 1 дБ.
ПР залежить від частоти змісту тону. Нижче 500 Гц, ПР становить близько 3 Гц для синусоїди та 1 Гц для складних тонів; вище 1000 Гц, ПР для синусоїди становить близько 0,6 % (близько 10 центів).
ПР типово перевіряють, граючи два тони у швидкій послідовності, при цьому слухача запитують, чи є різниця у їхніх висотах. ПР стає меншим, якщо два тони відтворюються одночасно, оскільки тоді слухач здатний розрізняти частоти биття. Загальна кількість висотних відрізків в діапазоні людського слуху становить близько 1400; загальна кількість нот у рівномірному масштабі, від 16 до 16000 Гц, дорівнює 120.

## ПР у сприйнятті мови
Аналіз ПР часто відбувається як в музиці, так і в мовленні, причому обидва вони пов'язані і перекриваються при аналізі просодії мовлення (тобто мовної мелодії). Хоча кілька досліджень показали, що ПР для тонів (не обов'язково синусоїдальних хвиль), як правило, лежить між 5 і 9 напівтонами, невеликий відсоток осіб демонструють точність від чверті до половини напівтону. Хоча ПР під час випробувань змінюється як функція смуги частот, було показано, що ПР для кращих виконавців на відстані близько 1 кГц значно нижче 1 Гц (тобто менше десятої відсотка. Однак важливо усвідомлювати роль критичної пропускної здатності при виконанні такого роду аналізу.
При аналізі мелодії мови, а не музичних тонів, точність зменшується. Це не дивно, враховуючи, що мова не залишається на фіксованих інтервалах на відміну від тонів у музиці.
Зауважимо, що, враховуючи логарифмічні характеристики Гц, як для музики, так і для сприйняття мови результати не повинні повідомлятися в Гц, але або як відсотки або у напівтонах (5 Гц між 20 і 25 Гц дуже відрізняються від 5 Гц між 2000 і 2005 Гц).

## Застосування у маркетингу
Закон Вебера має важливе застосування в маркетингу. Виробники та маркетологи намагаються визначити відповідні ПР для своїх продуктів з двох дуже різних причин:
1. щоб негативні зміни (наприклад, зменшення розміру або якості продукту або збільшення ціни продукту) не були помітні для громадськості (тобто залишаються нижче ПР)
2. щоб поліпшення продукту (наприклад, поліпшення або оновлення упаковки, більший розмір або нижча ціна) були дуже очевидними для споживачів і при цьому не були марнотратно екстравагантними (тобто вони знаходяться на рівні або трохи вище ПР).

Коли йдеться про поліпшення продукту, маркетологи дуже хочуть відповідати або перевищувати поріг диференціалу споживача; тобто, вони хочуть, щоб споживачі радо сприймали будь-які покращення у початкових продуктах. Маркетологи використовують ПР для визначення обсягу поліпшень, який вони повинні застосувати до своїх продуктів. Менше, ніж ПР — втрачені зусилля, оскільки покращення не сприймаються; більше, ніж ПР — знову марнотратне, оскільки це знижує рівень повторних продажів. З іншого боку, коли мова йде про підвищення цін, то воно повинно бути менше ПР, щоб споживачі не помітили його.

## Застосування у дослідженнях відчуття дотику
Закон Вебера використовується в гаптичних пристроях і робототехнічних додатках. Надання належної сили зусилля для людини-оператора є критичним аспектом у взаємодіях людини з роботом і сценаріях телекомунікації. Це може підвищити продуктивність користувача при виконанні завдання.